# 1061
1061 је била проста година.

## Догађаји
- Википедија:Непознат датум — Владавина арапске династије Абадида у Севиљи у данашњој Шпанији (од 1023. до 1091).

- Норманске снаге предвођене војводом Робертом Гвискаром и његовим братом Роџером I нападају Сицилију. Искрцавају се непримећени током ноћи и изненађују сараценску војску. Гвискард осваја Месину и маршира у централну Сицилију.
- 28. јун – Гроф Флорис I је упао у заседу приликом повлачења из Залтбомела и убијен од стране немачких трупа код Недерхемерта. Већи део Западне Фризије (касније део Грофовије Холандије) је освојен и анектиран од стране Светог римског царства.
- Сосоли (племе у Естонији) уништавају утврђење Кијевске Русије Јурјев у Тарту и извршавају напад на Псков.
- Султан Јусуф ибн Ташфин наслеђује престо Марока, након освајања Алморавида.
- 27. јул – Папа Никола II умире након двогодишњег понтификата у Фиренци. Наследио га је Александар II као 156. папа Католичке цркве у Риму.
- Шпајерска катедрала је освештана у Шпајеру (данашња Немачка).

## Смрти
- Збигњев II, војвода Чешке

- Исак I Комнин

- Папа Никола II

- Хумберт од Силва Кандиде